# 챈슬러즈빌 전투

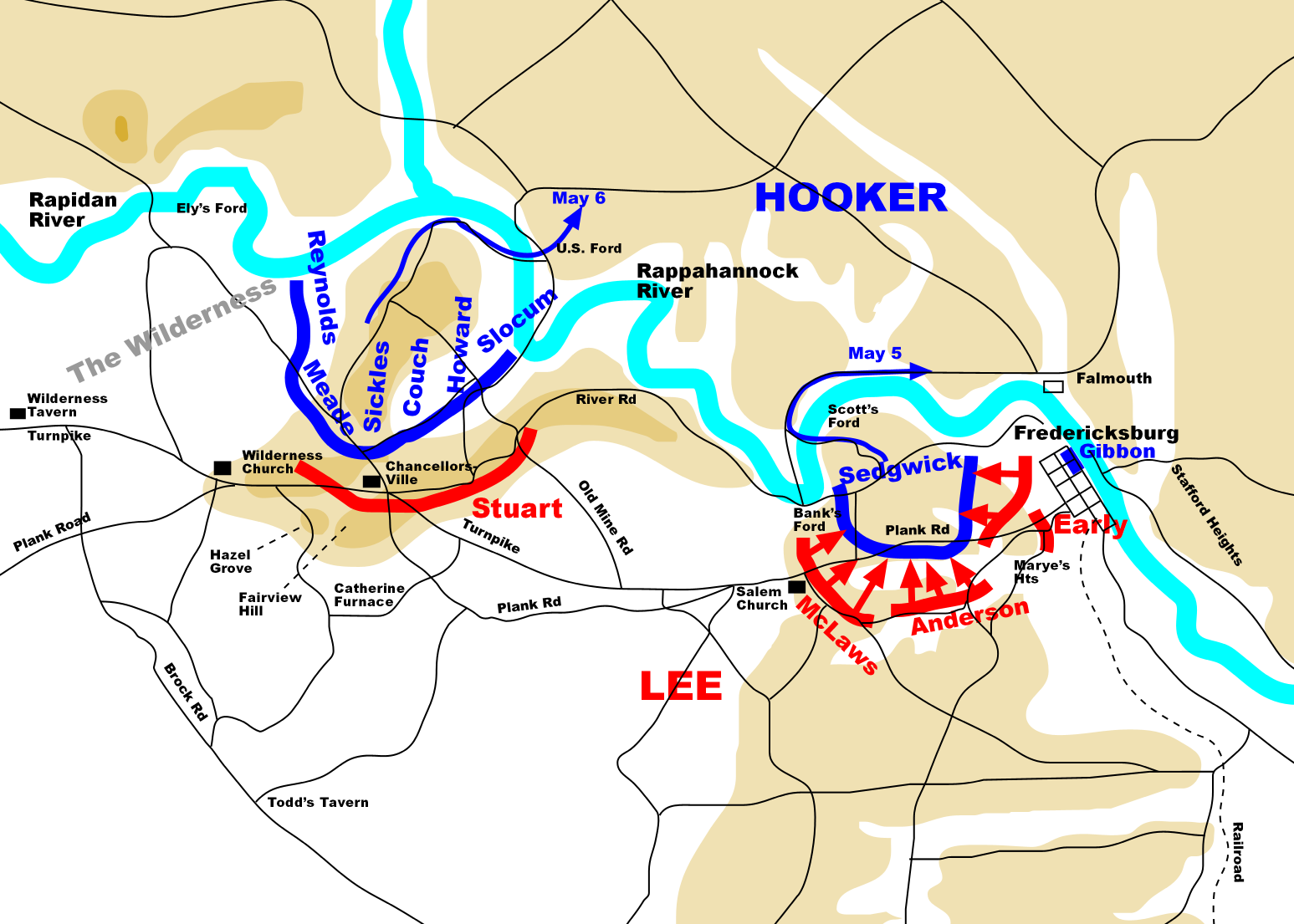
챈슬러스빌 전투 5월 4일 상황도

챈슬러즈빌 전투(Battle of Chancellorsville)는 1863년 4월 30일 ~ 5월 4일까지 버지니아주 스팟실베이니아에서 로버트 리의 북버지니아군과 조지프 후커의 포토맥군 사이에 벌어진 전투로, 리가 병력 수 2:1의 열세를 무릅쓰고 스톤월 잭슨의 과감한 기습 공격에 힘입어 승리를 거둔 전투다. 그러나, 이 전투에서 남군은 스톤월 잭슨을 남군 경계병들의 오인 사격으로 잃게 되었다.

## 같이 보기
- 프레더릭스버그 전투